# Schuss-Gegenschuss
Schuss-Gegenschuss (engl. Shot-Reverse-Shot) ist eine Technik des Filmschnitts.  Man bezeichnet damit eine Sequenz von Einstellungen, die insbesondere in Dialogsituationen gebräuchlich ist. Dabei werden die Darsteller während ihres Dialoges abwechselnd gezeigt.
So spricht Darsteller A („Schuss“), daraufhin wird die Reaktion von Darsteller B gezeigt („Gegenschuss“). Damit der Zuschauer nicht die Orientierung verliert, befindet sich die Kamera immer nur auf einer Seite der Dialogachse; oft wird beim Filmen von Darsteller A als Vordergrund Schulter und/oder Hinterkopf von Darsteller B ins Bild gerückt – und umgekehrt (engl. over-the-shoulder shots).